# دوغ غيلمور
دوغ غيلمور هو لاعب هوكي جليد كندي، ولد في 25 يونيو 1963 في كينغستون في كندا.

## وصلات خارجية
- دوغ غيلمور على موقع دوري الهوكي الوطني (الإنجليزية)
- دوغ غيلمور على موقع EliteProspects.com (الإنجليزية)
- دوغ غيلمور على موقع Eurohockey.com (الإنجليزية)
- دوغ غيلمور على موقع HockeyDB.com (الإنجليزية)
- دوغ غيلمور على موقع Hockey-Reference.com (الإنجليزية)
- دوغ غيلمور على موقع قاعة أونتاريو للمشاهير الرياضية (مؤرشف) (الإنجليزية)